# Eugenio Maccagnani

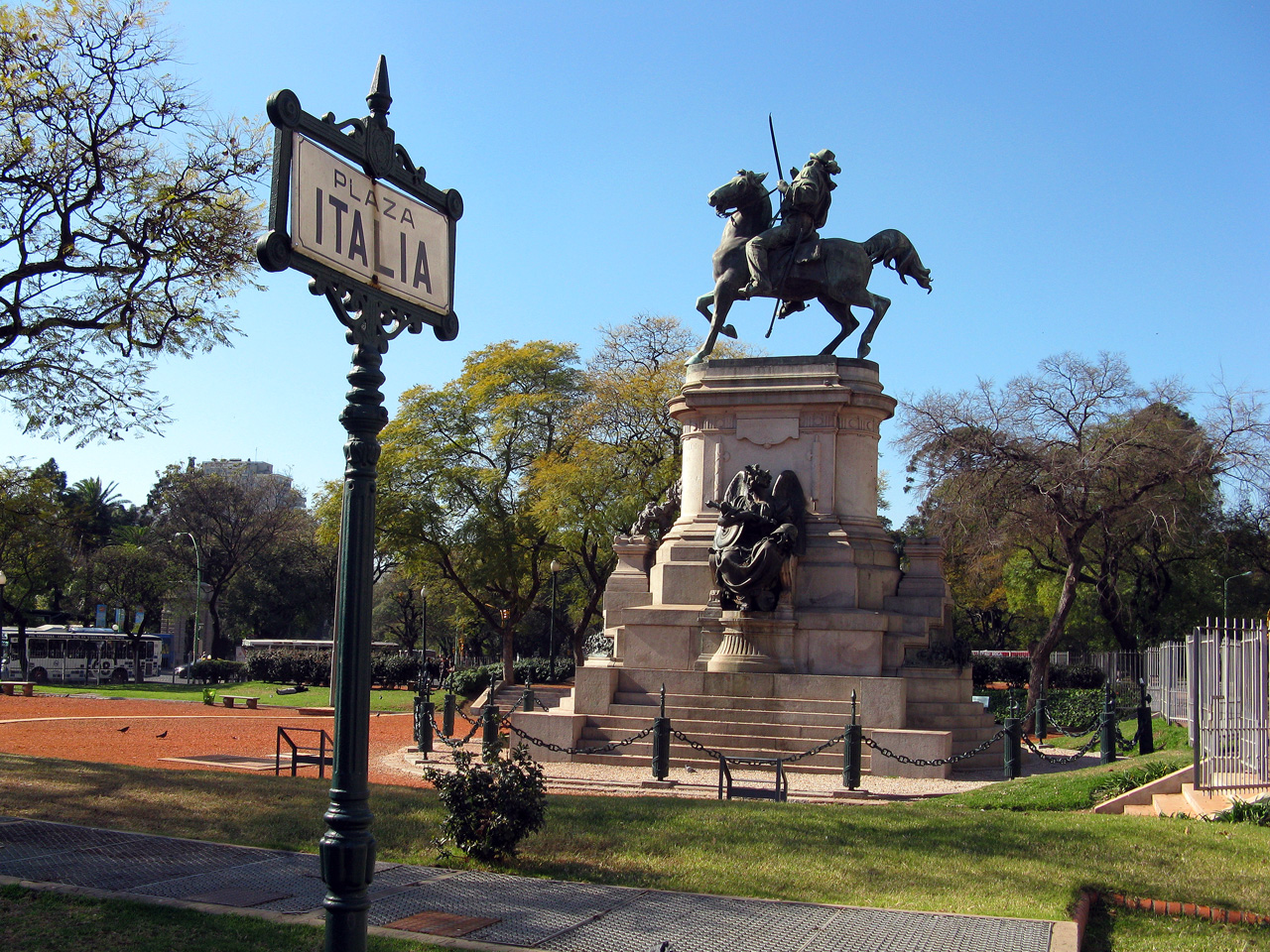
Il monumento equestre a Giuseppe Garibaldi, inaugurato il 19 giugno del 1904 a Buenos Aires in plaza Italia.

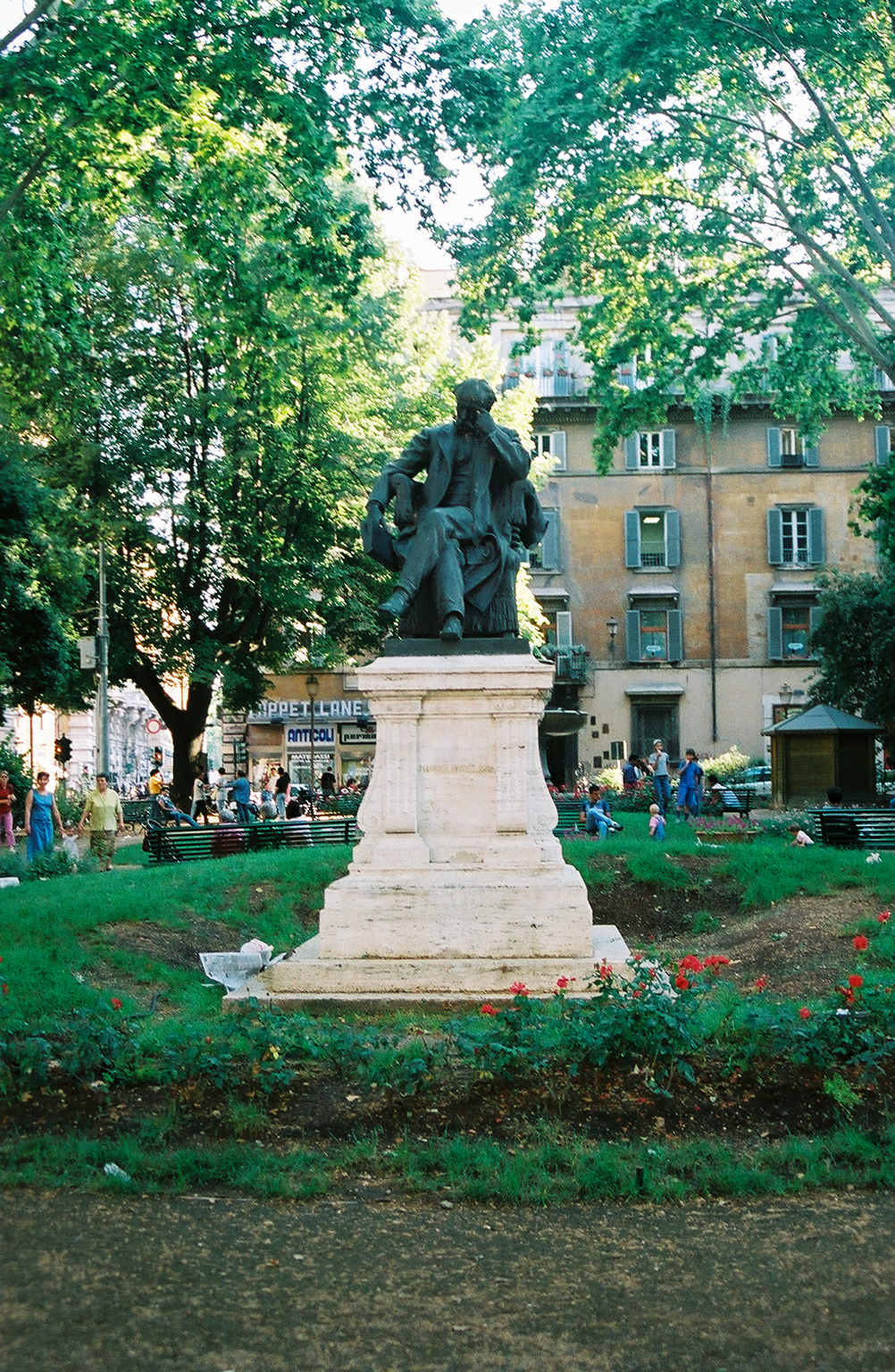
Il monumento a Federico Seismit-Doda a Roma (piazza Benedetto Cairoli), realizzato da Eugenio Maccagnani nel 1906.

Eugenio Maccagnani (Lecce, 4 aprile 1852 – Roma, 19 marzo 1930) è stato uno scultore italiano.

## Biografia
Figlio di Mattia, orafo, e di Rosa Grassi, è stato un valente e rinomato scultore della fine dell'Ottocento. Ancora giovanissimo (1865) servì a bottega dallo zio Antonio Maccagnani, celebre per le sue statue in cartapesta, dove fece le sue prime esperienze nel "modellato" su figure di culto mentre contemporaneamente studiava disegno con un altro zio, il pittore Giovanni Grassi. Realizzò così i ritratti del padre sia a olio che in pietra e alcuni bassorilievi di personaggi celebri o di tema mitologico oltre a vari studi-saggi ad altorilievo. Avendo presentato nel 1869 un'originale copia in terracotta del gruppo scultoreo del Ratto di Polissena di Pio Fedi, ottenne dal Consiglio provinciale di Terra d'Otranto un sussidio di 500 lire (portato a 800 l'anno successivo) per sei anni per poter studiare a Roma, dove si trasferì nel 1871 e dove frequentò l'Accademia di San Luca e lo studio dello scultore Ercole Rosa.
Conseguiti svariati riconoscimenti accademici, eseguì numerosi busti (Manzoni, Vittorio Emanuele II, Garibaldi ecc.) mentre lavorava come modellatore di bozzetti presso altri scultori già affermati. Nel 1877 vinse un concorso con la statua in gesso Spartaco, nel 1878 partecipò all'Esposizione universale di Parigi e l'anno successivo si affermò a Torino nell'Esposizione nazionale con il busto in marmo Aspasia, premiato «per intelligenza e larghezza di piani e per carattere veramente scultorio», con l'enorme gruppo in gesso Combattimento del Mirmillone col Reziario, «notevole per singolare vigoria e dottrina del muscoleggiare» e con l'Arabo sopra un cammello, un piccolo bronzo con cui iniziò un genere di produzione di particolare successo.
Le opere più note del Maccagnani sono nel Monumento nazionale a Vittorio Emanuele II in Roma, meglio conosciuto come "Vittoriano" o "Altare della Patria"; per quanto riguarda l'apparato scultoreo, egli fu uno dei principali collaboratori del progettista Giuseppe Sacconi, che lo apprezzava molto. In questo monumento sono opera sua i trofei d'angolo, le basi per le colonne trionfali davanti ai propilei, la statua della Guerra e le quattordici statue delle città nobili  italiane, addossate alla base della statua equestre del re. Dopo la morte di Sacconi, Maccagnani continuò ad occuparsi delle sculture del Vittoriano. Sotto la direzione di Sacconi partecipò alla decorazione della cappella di San Giuseppe o Spagnola nel Basilica della Santa Casa di Loreto (1885-90), della tomba di Umberto I nel Pantheon (1900) e della Cappella espiatoria di Monza. 
Ottenne anche due medaglie d'oro all'Esposizione Universale di Parigi del 1889 e a quella del 1900. Sue opere sono conservate nella Galleria nazionale d'arte moderna e contemporanea di Roma. Fu autore delle statue della Baccante, della Pompeiana, di San Tommaso nella Basilica Ostiense, delle Fame  e della Giustizia nel Palazzo di Giustizia a Roma, dei monumenti al re Vittorio Emanuele II a Lecce (nella piazza omonima), a Federico Seismit-Doda a Roma (in piazza Cairoli) e di quelli equestri a Giuseppe Garibaldi di Buenos Aires (in plaza Italia) e di Brescia (in piazza Garibaldi). Tra i suoi allievi Salvatore Bruno.

### Galleria - le statue allegoriche delle città nobili all'Altare della Patria (Roma)

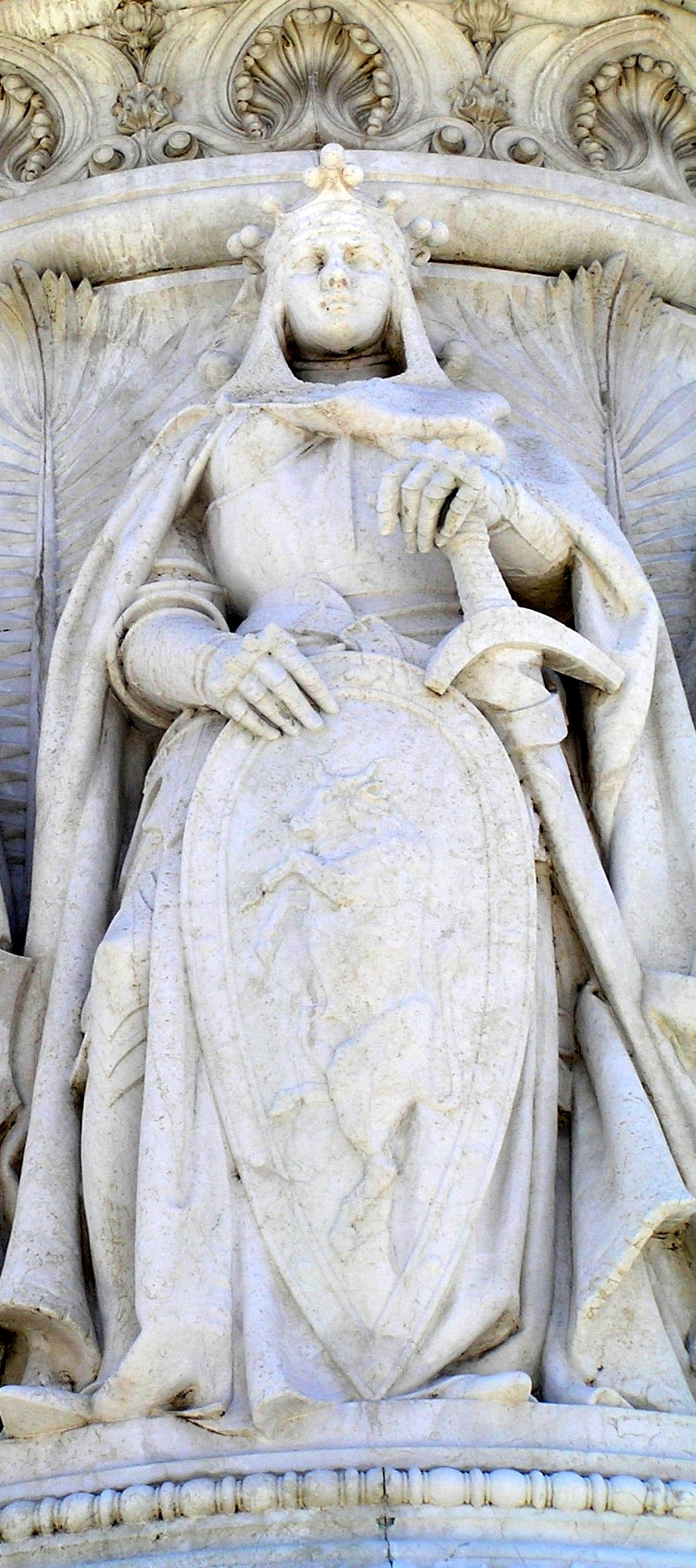
Torino
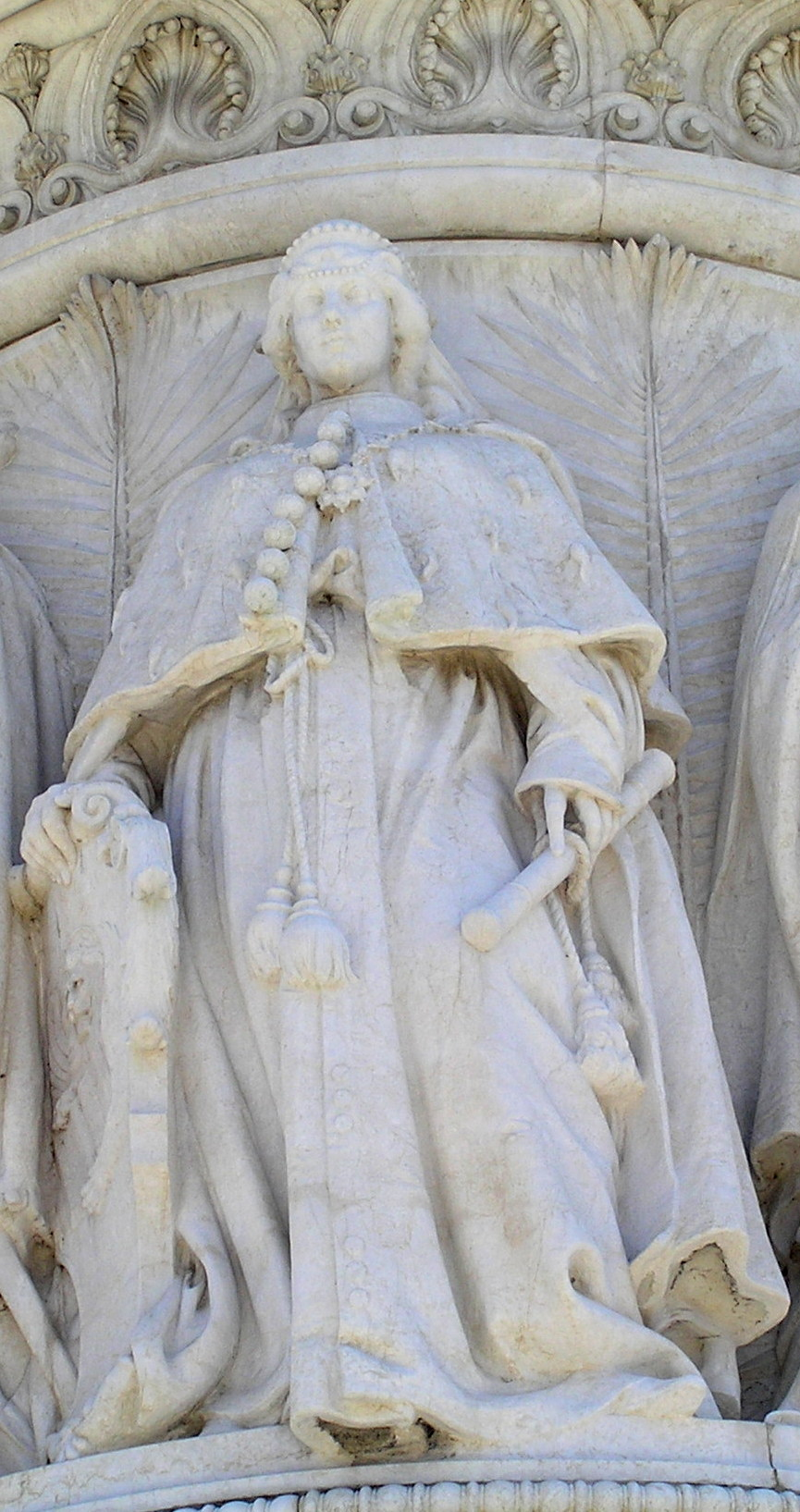
Venezia
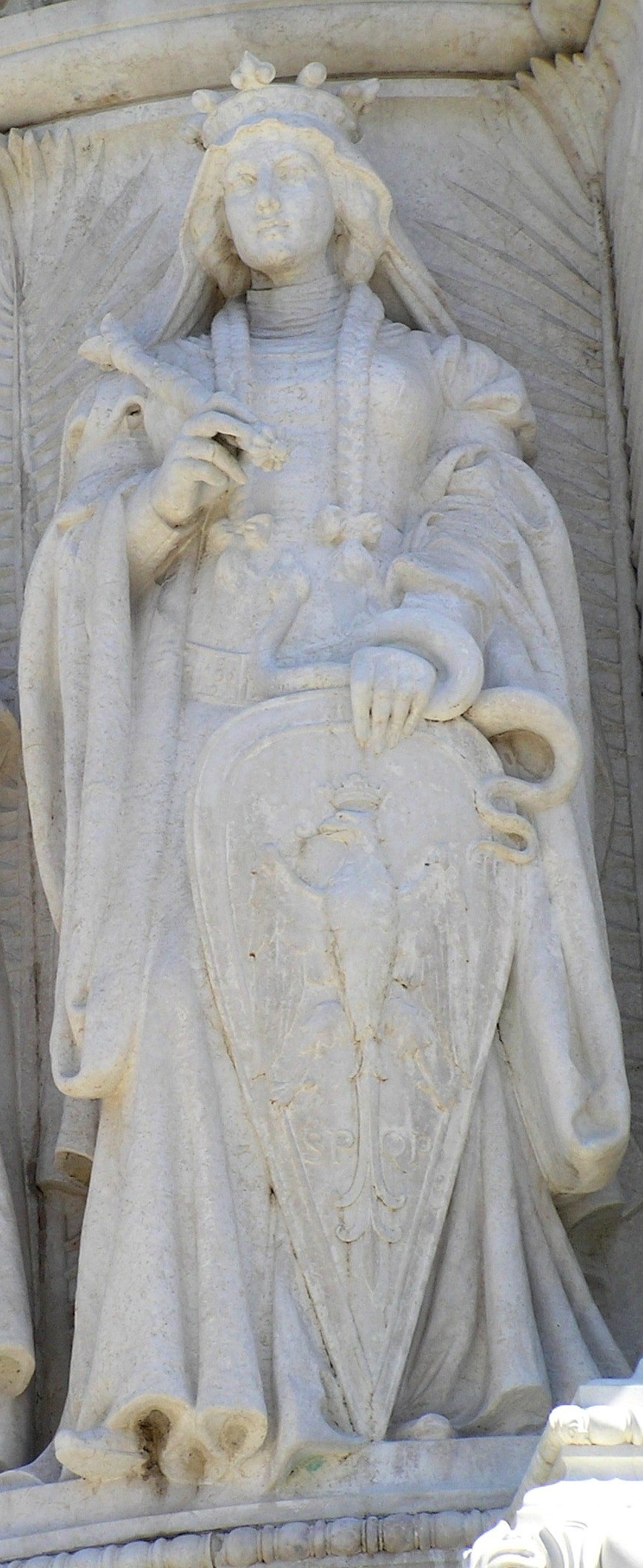
Palermo
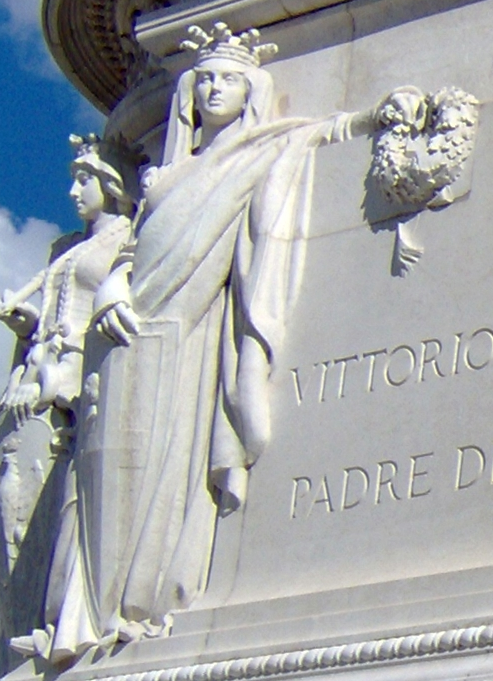
Mantova
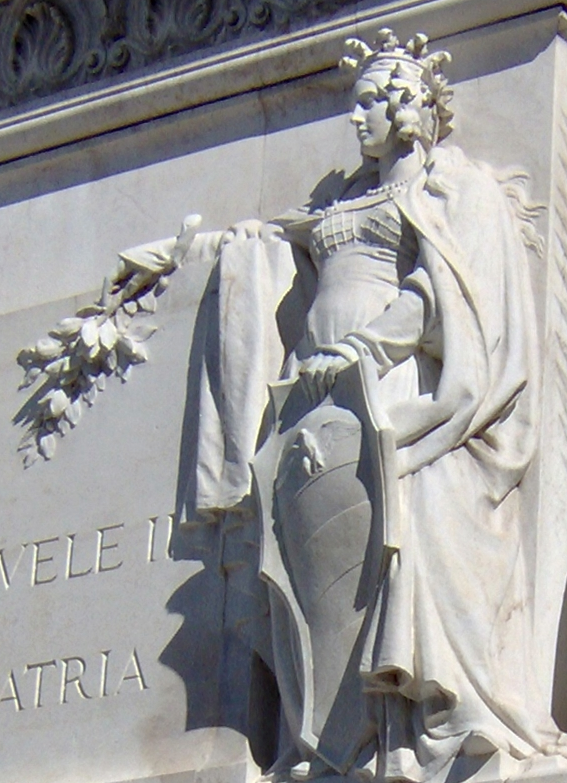
Urbino
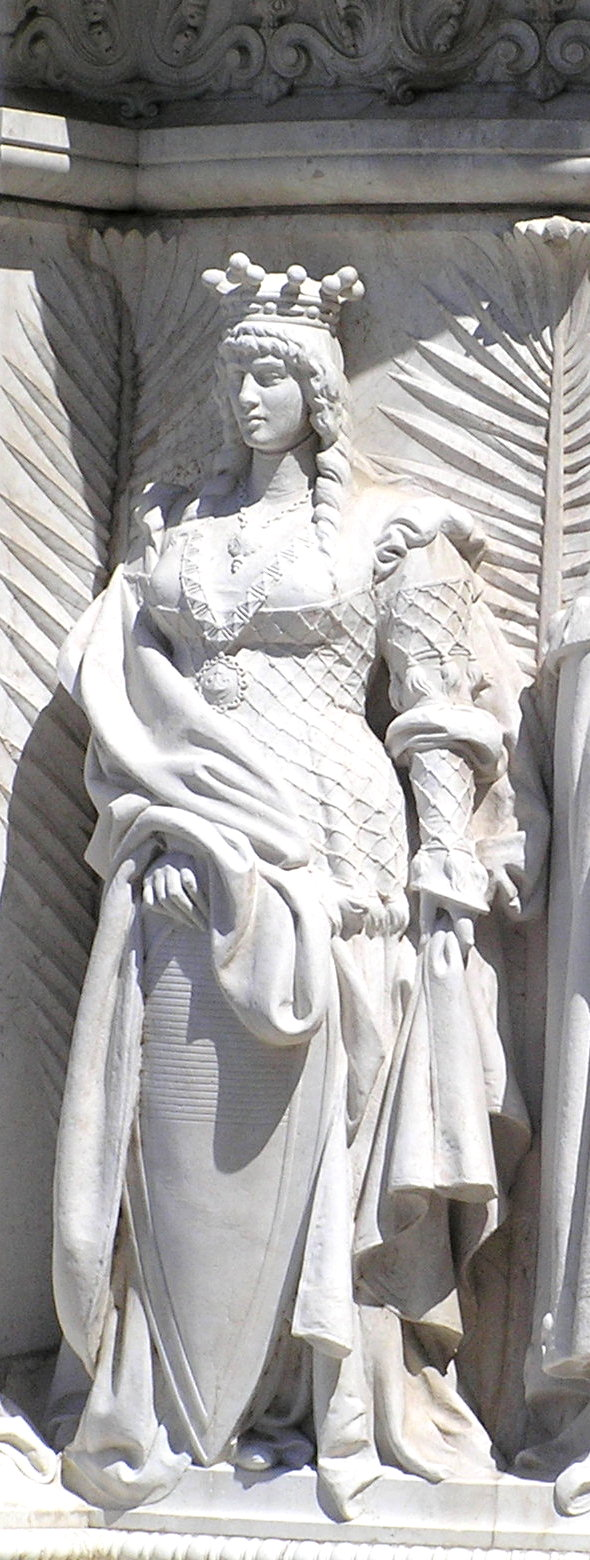
Napoli
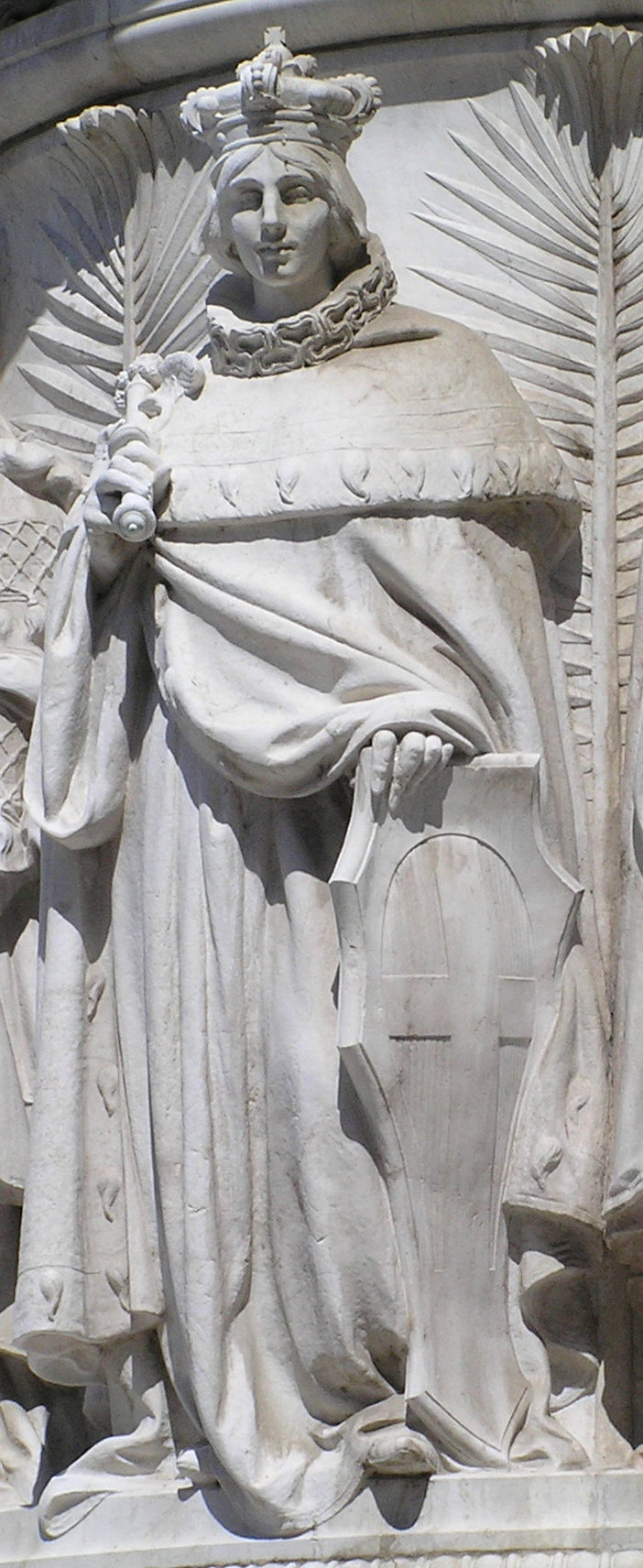
Genova
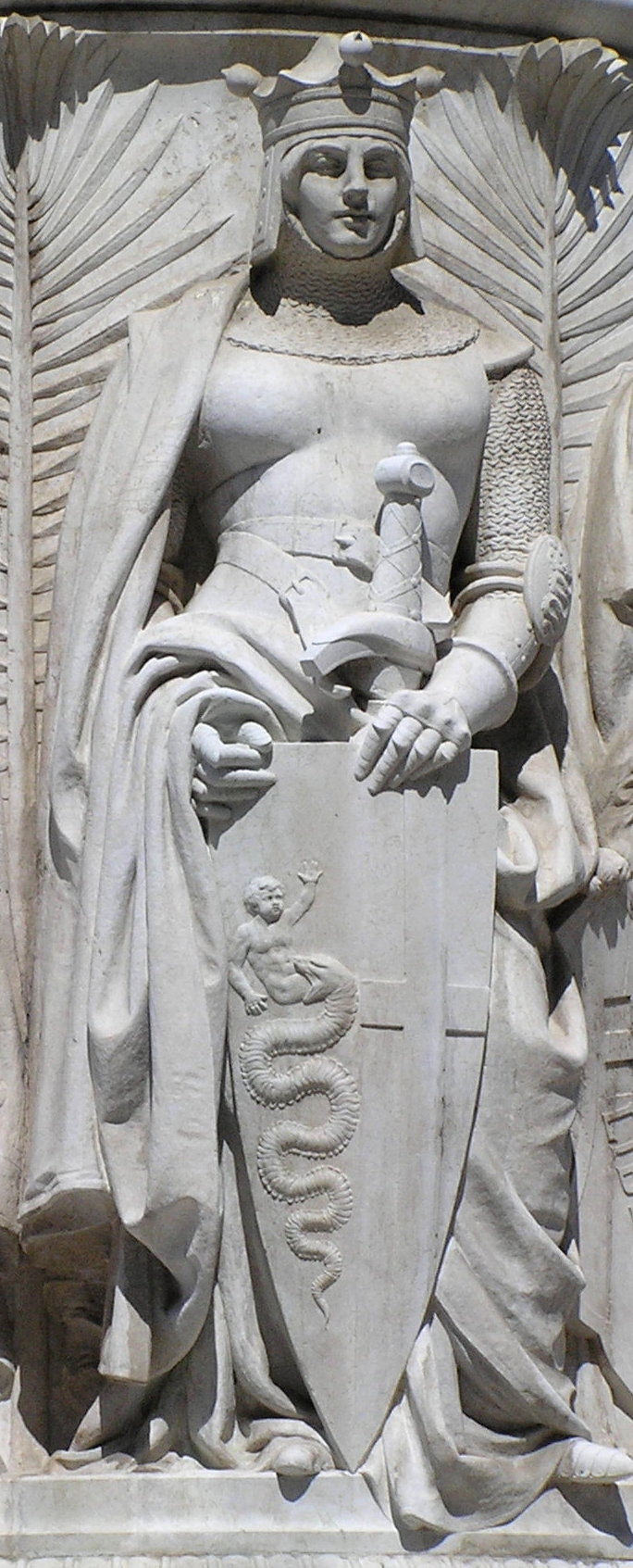
Milano
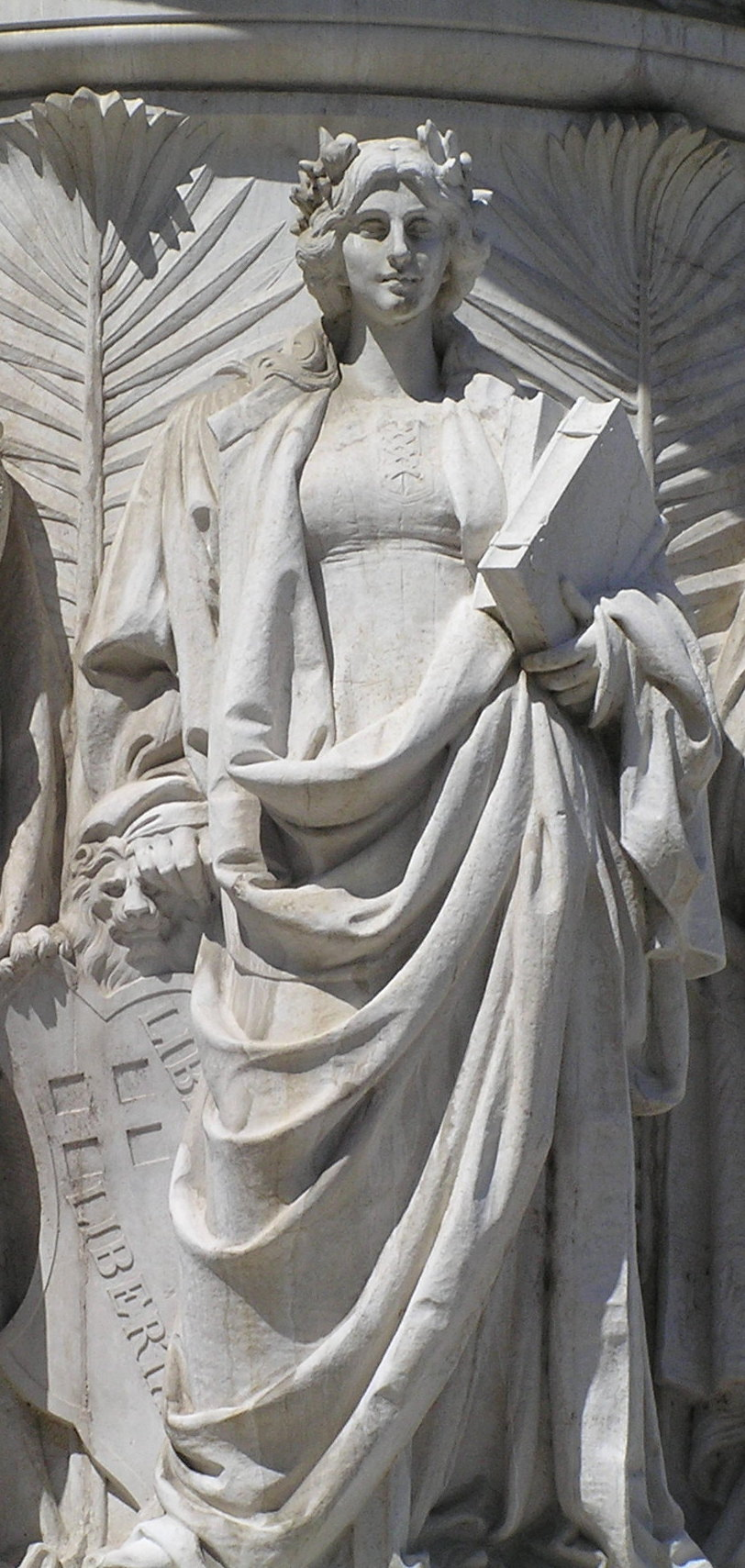
Bologna
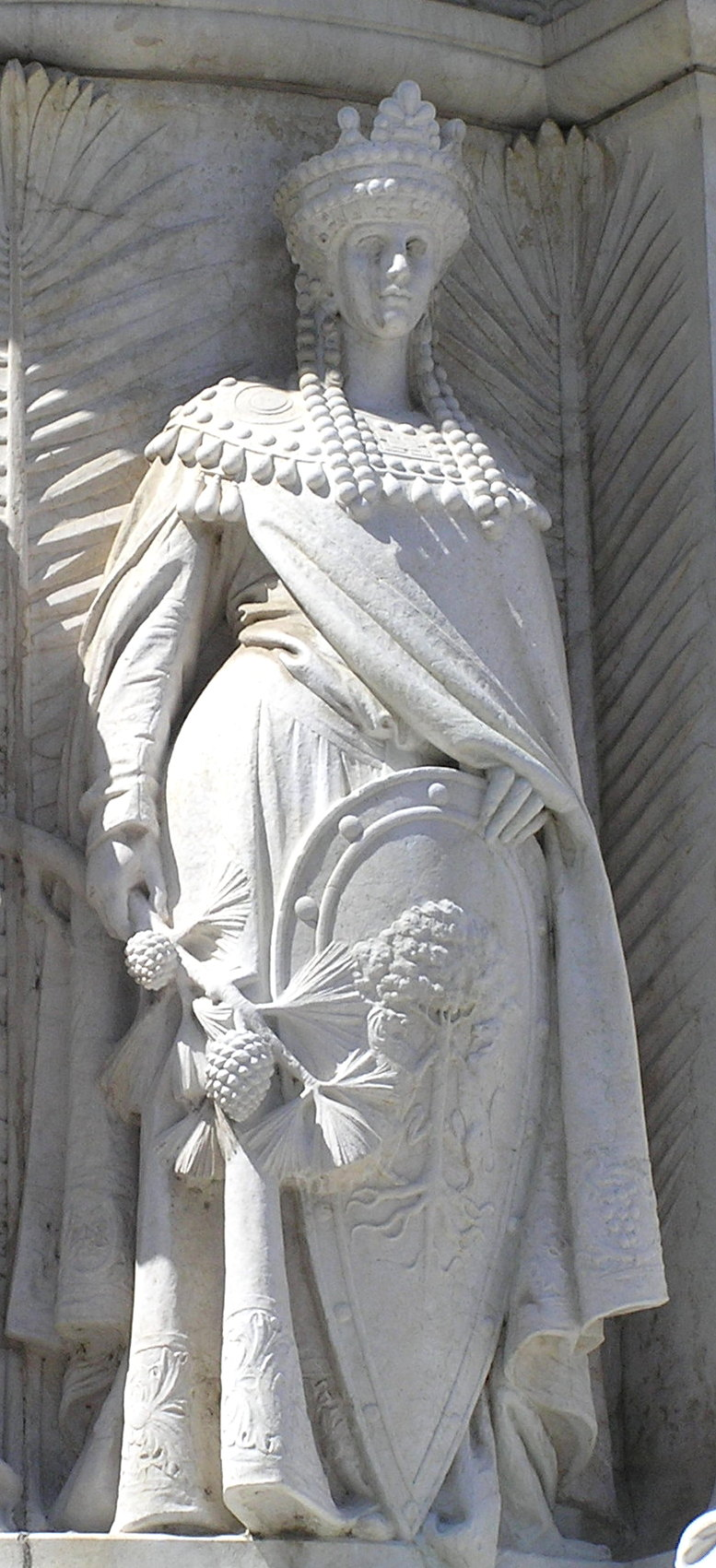
Ravenna
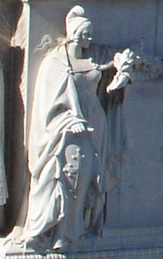
Pisa
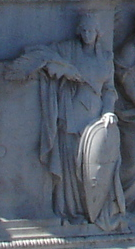
Amalfi
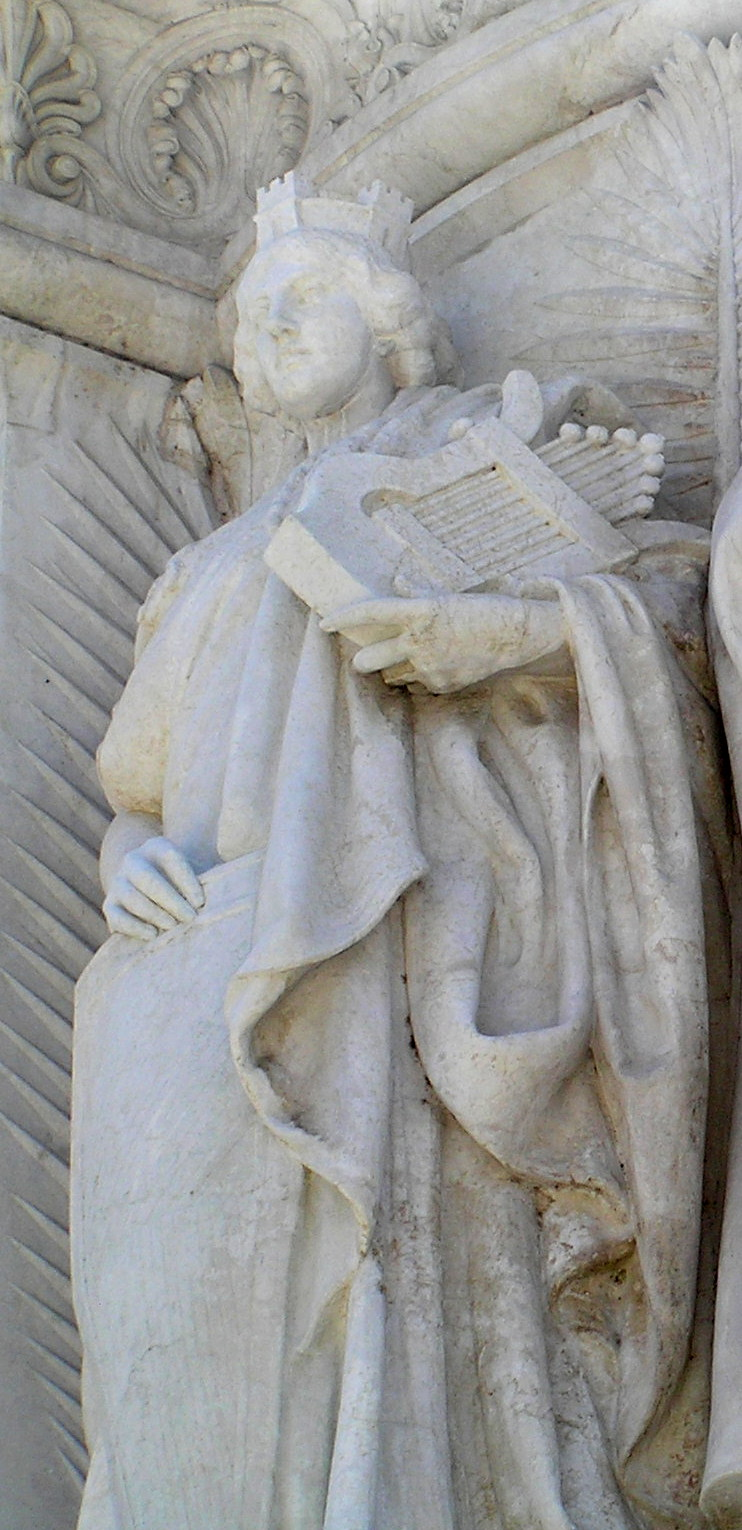
Ferrara
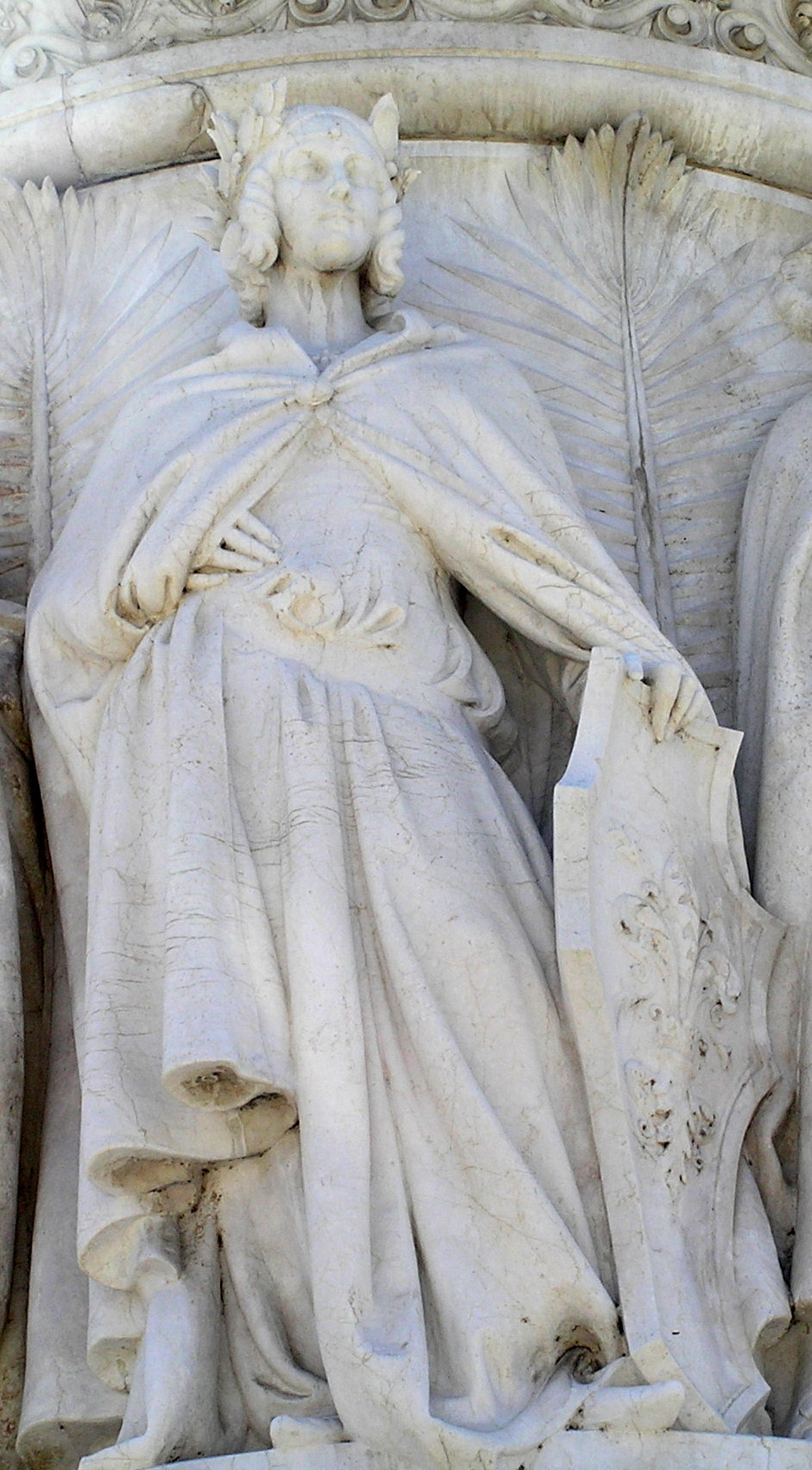
Firenze

### Opere

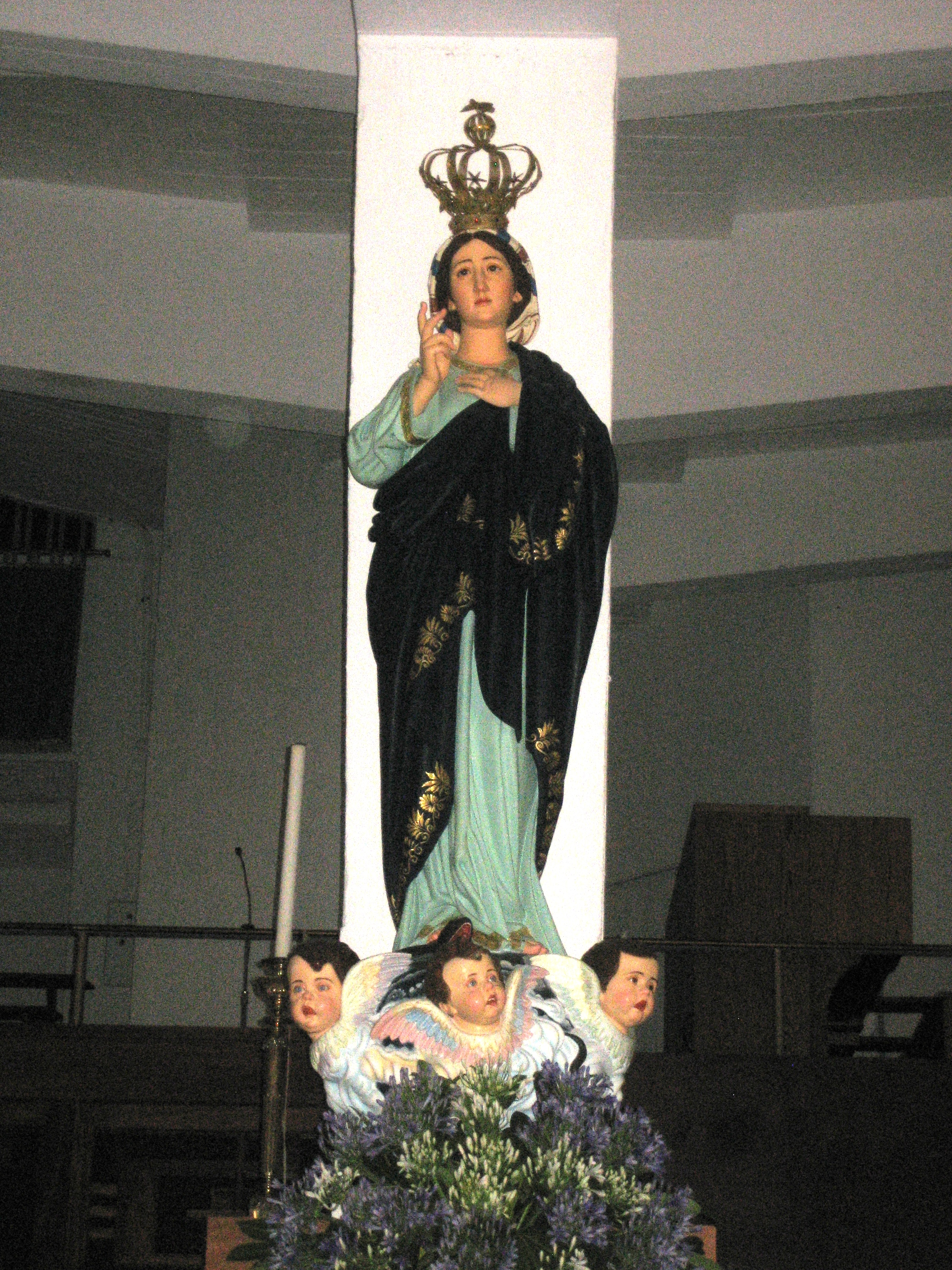
Immacolata Concezione, Santuario di Sameiro, Braga, Portogallo

- 1878 - Busto di Alessandro Manzoni, Lecce, Biblioteca Provinciale
- 1879 - Busto di Vittorio Emanuele II, Lecce, Museo provinciale Castromediano
- 1880 - Reziario e Mirmillone, Lecce, Palazzo Carafa
- 1882/1889 - Monumento a Vittorio Emanuele II, Lecce
- 1889 - Monumento equestre a Giuseppe Garibaldi, Brescia
- 1898/1906
  - Monumento a Giuseppe Garibaldi, Buenos Aires
  - Pompeiana, Lecce, Museo Provinciale
- 1900 - Adamo ed Eva, Lecce, Palazzo Carafa
- 1905/1906
  - Monumento a Federico Seismit-Doda, Roma, Piazza Benedetto Cairoli
  - San Tommaso Apostolo, Roma, Basilica di San Paolo fuori le Mura
- 1913 - Similia Similibus, Roma, Galleria Nazionale d'Arte Moderna e Contemporanea